# 涌嶋豊
涌嶋 豊（わくしま ゆたか、1931年 - ）は、日本の経営者、日本たばこ産業(JT)元代表取締役副社長、和歌山大学経済学部卒業、瑞宝中綬章受章

## 経歴
- 1956年 和歌山大学経済学部卒業
- 1956年 日本専売公社入社 現:日本たばこ産業(JT)
- 1986年 取締役人事部長
- 1988年 常務取締役営業本部長
- 1990年 日本たばこ産業(JT)代表取締役副社長就任
- 1993年 代表取締役副社長退任
- 2008年 瑞宝中綬章受章